# رودريغو د. بيريز
رودريغو د. بيريز هو سياسي فلبيني، ولد في 19 سبتمبر 1882 في داغوبان في الفلبين، وتوفي في 1 يونيو 1931.